# ماكس كوهن
ماكس كوهن (بالألمانية: Max Cohen)‏ (و. 1876 – 1963 م) هو صحفي، وسياسي، وكاتب ألماني، كان عضوًا في الحزب الديمقراطي الاجتماعي الألماني، توفي في باريس، عن عمر يناهز 87 عاماً.

## مناصب
تولى منصب عضو مجلس النواب الألماني للإمبراطورية الألمانية
.

## جوائز
حصل على جوائز منها:

وسام صليب القائد من رتبة استحقاق من جمهورية ألمانيا الاتحادية

## روابط خارجية
- ماكس كوهن على موقع مونزينجر (الألمانية)